# Original Prankster
"Original Prankster" é um single da banda estadunidense The Offspring, lançado em 2000 pela gravadora Columbia Records. Esteve disponível em CD, vinil e também em download digital no site oficial da banda. O rapper Redman teve participação no videoclipe e nos vocais da canção.

## Faixas

### Versão 1[5]
1. "Original Prankster"
2. "Dammit, I Changed Again"

### Versão 2[5]
1. "Original Prankster"
2. "Come Out Swinging"
3. "Staring at the Sun" (ao vivo)

### Versão 3[5]
1. "Original Prankster"
2. "Dammit, I Changed Again"
3. "Gone Away" (ao vivo)

### Versão 4[5]
1. "Original Prankster"
2. "Dammit, I Changed Again"
3. "Come Out Swinging"
4. "Gone Away" (ao vivo)
5. "Staring at the Sun" (ao vivo)

### Versão 5[5]
1. "Original Prankster"
2. "Gone Away" (ao vivo)
3. "Staring at the Sun" (ao vivo)

### Versão 6[5]
1. "Original Prankster"
2. "Come Out Swinging"
3. "Gone Away" (ao vivo)
4. "Staring at the Sun" (ao vivo)